# Mórocz Károly (pedagógus)
Mórocz Károly (Pozsonyeperjes, 1938. november 14. – 2022. február 14.) szlovákiai magyar pedagógus, néprajzi gyűjtő.

## Élete
...a Mátyusföld és a Csallóköz egyik legemberibb ismerője volt.
Galántán érettségizett. Pozsonyban végezte a Pedagógiai Főiskolát. 1962-től nyugdíjba vonulásáig magyar–szlovák szakos tanár Galántán a Kodály Zoltán Gimnáziumban, ahol az 1960–1970-es években néprajzi szakkört is vezetett.
Kiállt a Charta '77 mozgalom mellett, amiért meghurcolták.

## Művei
- 1963 Vitázzunk – de hogyan. Szocialista Nevelés
- 1964 A szaktantermek felé Galántán. Szocialista Nevelés
- 1972 Tőkehúzás – Farsangi népszokások Vágfarkasdon. Irodalmi Szemle 1972/4.
- 1973 A vers- és prózamondók járási versenye Galántán. Szocialista Nevelés 18/9. (május 1.)
- 1975 Mátyusföldi népi díszítőművészet. Irodalmi Szemle
- 1975 Táltosok, tündérek, garabonciások. Irodalmi Szemle
- 1979 Kodály Zoltán nyomában. Galánta környéki népballadák, népdalok, hiedelmek és szokások
- A csehszlovákiai magyar irodalom válogatott bibliográfiája III. (tsz.)